# Callogobius hasseltii
Callogobius hasseltii és una espècie de peix de la família dels gòbids i de l'ordre dels perciformes.

## Morfologia
Els mascles poden assolir els 7,3 cm de longitud total.

## Distribució geogràfica
Es troba des de l'Índia fins a Fidji, Tonga, el sud del Japó i Nova Gal·les del Sud.